# Лексингтон Стил
Лексингтон Стил (англ. Lexington Steele), настоящее имя — Клифтон Тодд Бритт (англ. Clifton Todd Britt; род. 28 ноября 1969 года, Атлантик-Сити, Нью-Джерси, США) — американский порноактёр, режиссёр и владелец Mercenary Motion Pictures и Black Viking Pictures Inc. Первый актёр, трижды получивший премию AVN Awards в номинации «исполнитель года». Член залов славы AVN и XRCO.

## Ранняя жизнь
Родился в Атлантик-Сити, штат Нью-Джерси. После учёбы в средней школы в Морристауне учился в колледже Моорхаус в Атланте, штат Джорджия, в течение двух лет, но окончил Колледж искусств и наук Сиракузского Университета с двойной степенью в истории и афроамериканских исследованиях в 1993 году.

## Карьера

### Режиссура
Режиссирует и снимается только для своей собственной производственной компании Mercenary Motion Pictures (штаб-квартира в Энсино, Калифорния), которую основал в 2008 году, и является председателем и исполнительным директором с 2009 года, а компания объявила о чистой прибыли в размере 2,6 млн. долл. США в 2011 году. В 2013 году он присоединился к совету директоров Evil Angel.

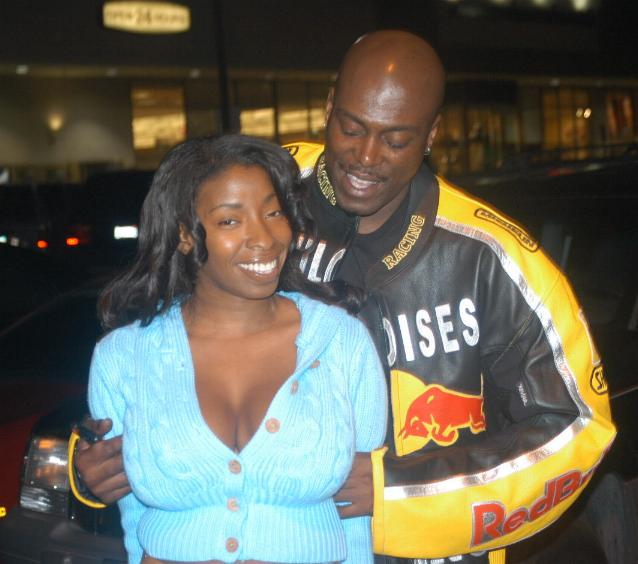
Стил и Ванесса Блу на Porn Star Karaoke, 2006 год

### Прочее
Стил работал моделью на стороне и выступал в небольших телевизионных ролях. Появился в двух эпизодах телесериала «Дурман» на Showtime (3x07 «Он научил меня ездить на» и 3x08 «Две миссис Скоттсонс»), играя себя на съёмках фильма, снимающего сцену с Джессикой Джеймс и Кирстен Прайс. В 2009 году снялся в полнометражном фильме Адреналин 2: Высокое напряжение, а также появился в эпизоде сериала «Части тела» (5x05 "Chaz Darling") на FX в качестве мужского эскорта на вечеринке. Также снялся в одном из эпизодов эротического сериала "Городские секс-легенды" (Sexy Urban Legends S01E08 "Best Friend of the Man", Segment "Walking the Dog").

## Личная жизнь
Стил был помолвлен с порноактрисой и режиссёром Ванессой Блу в 2004–2006 годах, и они вместе появились вместе на Playboy TV (в его двухсезонном шоу «Лекс в городе» (англ. Lex in the City)) и в нескольких фильмах, прежде чем они прекратили свои отношения в июне 2006 года.
В 2008 году Стил и Блу подали федеральные судебные иски друг против друга по поводу владения многочисленными видеороликами, которые впервые появились под лейблом Mercenary Pictures, которые были урегулированы в марте 2009 года после встречи с юристом по альтернативному разрешению споров.
По состоянию на февраль 2016 года был женат на французско-канадской порноактрисе Саване Стайлс.

### Политика
Во время изучения Афроамериканских исследований Стил развил понимание американской политики и Афроамериканских прав, а в 2008 году выразил поддержку президентской кампании Барака Обамы.

## Премии
- 2000: AVN Awards — лучшая сцена анального секса — Whack Attack 6 (вместе с Анастасией Блу[11]
- 2004: AVN Award – исполнитель года[12]
- 2004: XRCO Award – лучшая сцена втроём – Up Your Ass 18 (вместе с Авророй Сноу и Мистером Маркусом)[13]
- 2004: XRCO Award – исполнитель года[13]
- 2004: AFW Award – лучшая сцена секса (видео) – Lex the Impaler 2 (вместе с Алексой Рэй)[14]
- 2004: AFW Award – лучшая анальная сцена (видео) – Up Your Ass 19 (вместе с Белладонной)[14]
- 2004: AFW Award – американский исполнитель года [14]
- 2004: AVN Award – исполнитель года [15]
- 2004: AVN Award – лучшая анальная сцена (видео) – Babes in Pornland: Interracial Babes (вместе с Джуэл Де’Найл)[15]
- 2004: AVN Award – лучшая парная сцена (видео) – Lex the Impaler 2 (вместе с Алексой Рэй)[15]
- 2005: FOXE Award – исполнитель года[16]
- 2005: Venus Award – лучший актёр (США)[17]
- 2005 FOXE Award – любимый исполнитель[18]
- 2004: NightMoves Award – лучший актёр (выбор фанатов)[19]
- 2005: AVN Award – лучшая анальная сцена – Lex Steele XXX 3 (вместе с Кацуми)[20]
- 2005: FOXE Award – выбор фанатов[21]
- 2005: XRCO Award – сексуальная сцена (парная) – XXX (вместе с Кацуми)[22]
- 2008: Urban Spice Award – Crossover Male[23]
- 2008: Urban Spice Award – Visionary (tied with Alexander Devoe)[23]
- 2009: включён в зал славы AVN[24]
- 2009: включён в зал славы XRCO[25]
- 2009: Hot d'Or Award – лучший американский исполнитель[26][27]
- 2010: Urban X Award – лучшая парная сцена – MILF Magnet 4 (вместе с Наоми Банкс)[28]
- 2010: Urban X Award – лучший гонзо-режиссёр[28]
- 2011: Urban X Award – режиссёр года[29]
- 2012: включен в Зал славы Legends Of Erotica[30]